# José Javier Travieso Martín
José Javier Travieso Martín CMF (ur. 5 lutego 1952 w Don Benito) – hiszpański duchowny rzymskokatolicki posługujący w Peru, od 2014 wikariusz apostolski San José de Amazonas.

## Życiorys
Święcenia kapłańskie przyjął 26 czerwca 1976 w zakonie klaretynów. Przez kilka lat pracował w zakonnym kolegium w rodzinnym mieście. W 1988 wyjechał do Peru i rozpoczął pracę w sekretariacie delegatury zakonnej, jednocześnie wykładając w instytucie Jana XXIII. W 2008 został wykładowcą uniwersytetu katolickiego w Trujillo.
6 stycznia 2009 papież Benedykt XVI mianował go biskupem pomocniczym archidiecezji Trujillo ze stolicą tytularną Tubusuptu. Sakry biskupiej udzielił mu 25 marca 2009 ówczesny metropolita Trujillo, Miguel Cabrejos.
1 listopada 2014 otrzymał nominację na wikariusza apostolskiego San José de Amazonas.